# لوئیز کوری
لوئیز کوری (انگلیسی: Louise Currey؛ زادهٔ ۲۴ ژانویهٔ ۱۹۶۹) ورزشکار دو و میدانی، و پرتاب‌گر نیزه اهل استرالیا است.